# Idioma ajië
El Ajië (también Houailou (Wailu), Wai, y A'jie, es una lengua austronesia hablada mayoritariamente en el área tradicional de Ajië-Aro, en los municipios de Houaïlou, Ponérihouen, Poya y Kouaoua, en la Provincia Norte de Nueva Caledonia. Tiene 5.400 hablantes nativos y el estatus de lengua regional de Francia. Este estatus implica que los alumnos podrán realizar una prueba opcional en bachillerato en Nueva Caledonia mismo o en la Francia metropolitana. Como las otras lenguas neocaledonias es regulado actualmente por la Académie des langues kanak, fundada oficialmente en 2007.

## Estudios y enseñanza
El ajië es reconocido en el siglo XIX por los misioneros protestantes como una de las cuatro «lenguas de evangelización » en Nueva Caledonia, en las que fue traducida la Biblia, con el drehu de Lifou, el nengone de Maré y el iaai de Ouvéa. Sobre esta base se realizó el primer estudio lingüístico verdadera sobre los dialectos del Pacífico en Nueva Caledonia mediante un enfoque real etnológico y lingüístico. Se realizó por el pastor Maurice Leenhardt, missionner protestante en Houaïlou, Particularmente con respecto al ajië: también hizo una traducción del Nuevo Testamento en esta lengua en 1922 con el título de Peci arii vikibo ka dovo i Jesu Keriso e pugewe ro merea xe Ajié y completó esta obra estableciendo el primer sistema de transcripción escrita para las lenguas neocaledonias, tradicionalmente orales. Expuso su método en un artículo titulado «Notes sur la traduction du Nouveau Testamento en langue primitive, sur la traduction en Houaïlou», aparecido en el segundo año de la Revue d'histoire et de philosophie religieuse en Estrasburgo en mayo - junio de 1922.
En 1944, Maurice Leenhardt creó la cátedra de «Houaïlou» al Institut National des Langues et Civilisations Orientales —acaecida en 1977 la cátedra de « Lenguas oceánicas», reagrupando las otras lenguas del Pacífico—, que después de su retiro en 1953 pasó a su hijo Raymond y después a Jacqueline de La Fontinelle. Esta última retomó y renovó el trabajo de Maurice Leenhardt sobre el ajië, con el trabajo La Langue de Houaïlou publicado en 1976 en el que estableció una nueva escritura teniendo en cuenta las distinciones fonológicas. Desde la retirada de Jacqueline de La Fontinelle, el ajië ya no se enseña en la sección de lenguas oceánicas del INALCO.
El ajië es enseñado en secundaria en Houaïlou —en el colegio público de Wani, los colegios privados protestantes Do Neva, de Baganda, de Nédivin y de Tieta—, en Nouméa —el liceo privado protestante Do Kamo— y en la universidad de Nueva Caledonia.